# Hordes of Zombies
| Оценки критиков | Оценки критиков |
| Источник        | Оценка          |
| --------------- | --------------- |
| Sputnikmusic    | [ 1 ]           |
| Brave Words     | [ 2 ]           |
| Metal.de        | [ 3 ]           |
| Rock Hard       | [ 4 ]           |
| Laut.de         | [ 5 ]           |

Hordes of Zombies — третий студийный альбом дэтграйнд-группы Terrorizer, вышедший 28 февраля 2012 года на лейбле Season of Mist, спустя 6 лет после выпуска предыдущего, Darker Days Ahead. Умершего гитариста Джесси Пинтадо заменила Катина Калтур.

## Список композиций
| №                   | Название                  | Длительность |
| ------------------- | ------------------------- | ------------ |
| 1.                  | «Intro»                   | 1:52         |
| 2.                  | «Hordes of Zombies»       | 3:28         |
| 3.                  | «Ignorance and Apathy»    | 2:10         |
| 4.                  | «Subterfuge»              | 1:59         |
| 5.                  | «Evolving Era»            | 3:24         |
| 6.                  | «Radiation Syndrome»      | 2:07         |
| 7.                  | «Flesh to Dust»           | 2:19         |
| 8.                  | «Generation Chaos»        | 2:09         |
| 9.                  | «Broken Mirrors»          | 3:08         |
| 10.                 | «Prospect of Oblivion»    | 3:25         |
| 11.                 | «Malevolent Ghosts»       | 3:00         |
| 12.                 | «Forward to Annihilation» | 2:01         |
| 13.                 | «State of Mind»           | 3:18         |
| 14.                 | «A Dying Breed»           | 3:47         |
| Общая длительность: | Общая длительность:       | 38:07        |

| №                   | Название                           | Длительность |
| ------------------- | ---------------------------------- | ------------ |
| 1.                  | «Wretched»                         | 2:41         |
| 2.                  | «Hordes of Zombies» (Demo Version) | 3:28         |
| Общая длительность: | Общая длительность:                | 44:16        |

| №                   | Название                             | Длительность |
| ------------------- | ------------------------------------ | ------------ |
| 1.                  | «Wretched»                           | 2:41         |
| 2.                  | «Hordes of Zombies» (Demo Version)   | 3:28         |
| 3.                  | «Ignorace and Apathy» (Demo Version) | 2:11         |
| 4.                  | «Flesh to Dust» (Demo Version)       | 2:21         |
| Общая длительность: | Общая длительность:                  | 48:47        |

## Участники записи
- Антони Резхавк — вокал
- Катина Калтур — гитара
- Петт Сандовал — барабаны
- Давид Винсет — бас, гитара